# Premiul Oscar pentru cel mai bun actor
Premiul Oscar pentru cel mai bun actor este unul dintre premiile acordate actorilor care lucrează în industria filmului în cadrul ceremoniei Premiilor Oscar. Premiul este acordat de Academy of Motion Picture Arts and Sciences, dar  nominalizările sunt făcute de membrii Academiei, care sunt profesioniști din cele cinci mari categorii de participanți la actul de realizare a unui film.

## Istoric
Premiul se decernează anual începând cu 1929 pentru filmele anului antrior (în acest caz din anul 1928). La prima ceremonie a Premiilor Academiei, care a avut loc în 1929, Emil Jannings a primit premiul pentru rolurile sale în The Last Command și The Way of All Flesh. În prezent, candidații sunt stabiliți prin vot unic transferabil în cadrul ramurii actorilor AMPAS; câștigătorii sunt selectați printr-un vot de pluralitate din partea tuturor membrilor eligibili ai Academiei.
În primii trei ani ai premiilor, actorii au fost nominalizați ca fiind cei mai buni din categoriile lor. La acea vreme, toată munca lor în perioada de calificare (în trei filme, în unele cazuri) a fost listată după premiu. Cu toate acestea, în cadrul celei de-a treia ceremonii care a avut loc în 1930, doar unul dintre aceste filme a fost citat în premiul final al fiecărui câștigător, chiar dacă fiecare dintre câștigătorii actori a avut două filme care au urmat numele pe buletinele de vot. În anul următor, acest sistem a fost înlocuit de sistemul actual în care un actor este nominalizat pentru o performanță specifică într-un singur film. Începând cu cea de-a 9-a ceremonie organizată în 1937, categoria a fost oficial limitată la cinci nominalizări pe an.
De la înființarea sa, premiul a fost acordat la 80 de actori. Daniel Day-Lewis a primit cele mai multe premii în această categorie cu trei Oscaruri. Spencer Tracy și Laurence Olivier au fost nominalizate de nouă ori, mai mult decât orice alt actor. Începând cu ceremonia din 2018, Gary Oldman este cel mai recent câștigător din această categorie pentru a ilustra Winston Churchill în Darkest Hour. Ziua decisivă.

## Câștigători și nominalizați
În tabelul următor, anii sunt listați conform convenției Academiei și, în general, corespund anului de lansare a filmului în Comitatul Los Angeles, California; ceremoniile sunt întotdeauna ținute în anul următor. Pentru primele cinci ceremonii, perioada de eligibilitate a fost de douăsprezece luni între 1 august și 31 iulie. Pentru cea de-a 6-a ceremonie organizată în 1934, perioada de eligibilitate a durat de la 1 august 1932 până la 31 decembrie 1933. De la cea de-a 7-a ceremonie organizată în 1935, perioada de eligibilitate a devenit anul calendaristic precedent între 1 ianuarie și 31 decembrie.

### Anii 1920
| Pentru anul | Portret actor | Câștigător                                                                                             | Nominalizați | Ref.  |
| ----------- | ------------- | --- | --- | ----- |
| 1927/1928   |               | Emil Jannings – The Last Command Marele Duce Sergius Alexander – The Way of All Flesh August Schilling | Richard Barthelmess – The Noose – Nickie Elkins Richard Barthelmess – The Patent Leather Kid – Patent Leather Kid                                                                       | [ 7 ] |
| 1928/1929   |               | Warner Baxter – In Old Arizona The Cisco Kid                                                           | George Bancroft – Thunderbolt – Thunderbolt Jim Lang Chester Morris – Alibi – Chick Williams (No. 1065) Paul Muni – The Valiant – James Dyke Lewis Stone – The Patriot – contele Pahlen | [ 8 ] |

### Anii 1930
| Pentru anul | Portret actor                                                          | Câștigător                                                                  | Nominalizați | Ref.   |
| ----------- | ---------------------------------------------------------------------- | --------------------------------------------------------------------------- | --- | ------ |
| 1929/1930   |                                                                        | George Arliss – Disraeli Benjamin Disraeli                                  | George Arliss – The Green Goddess – The Raja of Rukh Wallace Beery – The Big House – 'Machine Gun' Butch Schmidt Maurice Chevalier – The Big Pond – Pierre Mirande Maurice Chevalier – The Love Parade – contele Alfred Renard Ronald Colman – Bulldog Drummond – căpt.Hugh 'Bulldog' Drummond Ronald Colman – Condemned – Michel Lawrence Tibbett – The Rogue Song – Yegor | [ 9 ]  |
| 1930/1931   |                                                                        | Lionel Barrymore – A Free Soul Stephen Ashe                                 | Adolphe Menjou – The Front Page – Walter Burns Jackie Cooper – Skippy – Skippy Skinner Richard Dix – Cimarron – Yancey Cravat Fredric March – The Royal Family of Broadway – Tony Cavendish | [ 10 ] |
| 1931/1932   |                                                                        | Wallace Beery – The Champ Andy "Champ" Purcell                              | Alfred Lunt – The Guardsman – Actorul | [ 11 ] |
| 1931/1932   | Fredric March – Dr. Jekyll and Mr. Hyde dr. Henry L. Jekyll / Mr. Hyde |                                                                             | Alfred Lunt – The Guardsman – Actorul | [ 11 ] |
| 1932/1933   |                                                                        | Charles Laughton – The Private Life of Henry VIII regele Henric al VIII-lea | Leslie Howard – Berkeley Square – Peter Standish Paul Muni – I Am a Fugitive from a Chain Gang – James Allen | [ 12 ] |
| 1934        |                                                                        | Clark Gable – It Happened One Night Peter Warne                             | Frank Morgan – The Affairs of Cellini – Alessandro - Duce de Florența William Powell – The Thin Man – Nick Charles | [ 13 ] |
| 1935        |                                                                        | Victor McLaglen – The Informer Gypo Nolan                                   | Clark Gable – Mutiny on the Bounty – Fletcher Christian Charles Laughton – Mutiny on the Bounty – William Bligh Franchot Tone – Mutiny on the Bounty – Roger Byam | [ 14 ] |
| 1936        |                                                                        | Paul Muni – The Story of Louis Pasteur Louis Pasteur                        | Gary Cooper – Mr. Deeds Goes to Town – Longfellow Deeds Walter Huston – Dodsworth – Sam Dodsworth William Powell – My Man Godfrey – Godfrey Park Spencer Tracy – San Francisco – părintele Tim Mullin | [ 15 ] |
| 1937        |                                                                        | Spencer Tracy – Captains Courageous Manuel                                  | Charles Boyer – Conquest – împăratul Napoleon Bonaparte Fredric March – A Star Is Born – Norman Maine Robert Montgomery – Night Must Fall – Danny Paul Muni – The Life of Emile Zola – Émile Zola | [ 16 ] |
| 1938        |                                                                        | Spencer Tracy – Boys Town Flanagan                                          | Charles Boyer – Algiers – Pepe le Moko James Cagney – Angels with Dirty Faces – Rocky Sullivan Robert Donat – The Citadel – dr. Andrew Manson Leslie Howard – Pygmalion – profesorul Henry Higgins | [ 17 ] |
| 1939        |                                                                        | Robert Donat – Goodbye, Mr. Chips Charles Edward Chipping                   | Clark Gable – Gone with the Wind – Rhett Butler Laurence Olivier – Wuthering Heights – Heathcliff Mickey Rooney – Babes in Arms – Mickey Moran James Stewart – Mr. Smith Goes to Washington – Jefferson Smith | [ 18 ] |

### Anii 1940
| Pentru anul | Portret actor | Câștigător                                                | Nominalizați | Ref.   |
| ----------- | ------------- | --------------------------------------------------------- | --- | ------ |
| 1940        |               | James Stewart – The Philadelphia Story Macaulay Connor    | Charlie Chaplin – The Great Dictator – Adenoid Hynkel (dictator al Tomaniei)/un frizer evreu Henry Fonda – The Grapes of Wrath – Tom Joad Raymond Massey – Abe Lincoln in Illinois – Abraham Lincoln Laurence Olivier – Rebecca – 'Maxim' de Winter | [ 19 ] |
| 1941        |               | Gary Cooper – Sergeant York Alvin C. York                 | Cary Grant – Penny Serenade – Roger Adams Walter Huston – The Devil and Daniel Webster – Mr. Scratch Robert Montgomery – Here Comes Mr. Jordan – Joe Pendleton Orson Welles – Citizen Kane – Charles Foster Kane                                    | [ 20 ] |
| 1942        |               | James Cagney – Yankee Doodle Dandy George M. Cohan        | Ronald Colman – Random Harvest – Charles Rainier Gary Cooper – The Pride of the Yankees – Lou Gehrig Walter Pidgeon – Mrs. Miniver – Clem Miniver Monty Woolley – The Pied Piper – Howard                                                           | [ 21 ] |
| 1943        |               | Paul Lukas – Watch on the Rhine Kurt Muller               | Humphrey Bogart – Casablanca – Rick Blaine Gary Cooper – For Whom the Bell Tolls – Robert Jordan Walter Pidgeon – Madame Curie – Pierre Curie Mickey Rooney – The Human Comedy – Homer Macauley                                                     | [ 22 ] |
| 1944        |               | Bing Crosby – Going My Way Chuck O'Malley                 | Charles Boyer – Gaslight – Gregory Anton Barry Fitzgerald – Going My Way – Fitzgibbon Cary Grant – None but the Lonely Heart – Ernie Mott Alexander Knox – Wilson – Woodrow Wilson                                                                  | [ 23 ] |
| 1945        |               | Ray Milland – The Lost Weekend Don Birnam                 | Bing Crosby – The Bells of St. Mary's – Chuck O'Malley Gene Kelly – Anchors Aweigh – Joseph Brady Gregory Peck – The Keys of the Kingdom – părintele Francis Cornel Wilde – A Song to Remember – Frédéric Chopin                                    | [ 24 ] |
| 1946        |               | Fredric March – The Best Years of Our Lives Al Stephenson | Laurence Olivier – Henry V – regele Henric al V-lea Larry Parks – The Jolson Story – Al Jolson Gregory Peck – The Yearling – Ezra 'Penny' Baxter James Stewart – It's a Wonderful Life – George Bailey                                              | [ 25 ] |
| 1947        |               | Ronald Colman – A Double Life Anthony John                | John Garfield – Body and Soul – Charlie Davis Gregory Peck – Gentleman's Agreement – Philip Schuyler Green William Powell – Life with Father – Clarence Day, Sr. Michael Redgrave – Mourning Becomes Electra – Orin Mannon                          | [ 26 ] |
| 1948        |               | Laurence Olivier – Hamlet Hamlet, Prinț al Danemarcei     | Lew Ayres – Johnny Belinda – dr. Robert Richardson Montgomery Clift – The Search – Ralph 'Steve' Stevenson Dan Dailey – When My Baby Smiles at Me – 'Skid' Johnson Clifton Webb – Sitting Pretty – Lynn Belvedere                                   | [ 27 ] |
| 1949        |               | Broderick Crawford – All the King's Men Willie Stark      | Kirk Douglas – Champion – Michael 'Midge' Kelly Gregory Peck – Twelve O'Clock High – generalul Savage Richard Todd – The Hasty Heart – Lachlan 'Lachie' MacLachlan John Wayne – Sands of Iwo Jima – sgt. John M. Stryker                            | [ 28 ] |

### Anii 1950
| Pentru anul | Portret actor | Câștigător                                                | Nominalizați | Ref.   |
| ----------- | ------------- | --------------------------------------------------------- | --- | ------ |
| 1950        |               | José Ferrer – Cyrano de Bergerac                          | Louis Calhern – The Magnificent Yankee – Oliver Wendell Holmes William Holden – Sunset Boulevard – Joe Gillis James Stewart – Harvey – Elwood P. Dowd Spencer Tracy – Father of the Bride – Stanley T. Banks                           | [ 29 ] |
| 1951        |               | Humphrey Bogart – Regina africană Charlie Allnut          | Marlon Brando – A Streetcar Named Desire – Stanley Kowalski Montgomery Clift – A Place in the Sun – George Eastman Arthur Kennedy – Bright Victory – Larry Nevins Fredric March – Death of a Salesman – Willy Loman                    | [ 30 ] |
| 1952        |               | Gary Cooper – La amiază Will Kane                         | Marlon Brando – Viva Zapata! – Emiliano Zapata Kirk Douglas – The Bad and the Beautiful – Jonathan Shields José Ferrer – Moulin Rouge – Henri de Toulouse-Lautrec Alec Guinness – The Lavender Hill Mob – Henry Holland                | [ 31 ] |
| 1953        |               | William Holden – Stalag 17 sgt. J.J. Sefton               | Marlon Brando – Julius Caesar – Marc Antoniu Richard Burton – The Robe – Marcellus Gallio Montgomery Clift – From Here to Eternity – Robert E. Lee 'Prew' Prewitt Burt Lancaster – From Here to Eternity – Milton Warden               | [ 32 ] |
| 1954        |               | Marlon Brando – Pe chei Terry Malloy                      | Humphrey Bogart – The Caine Mutiny – Philip Francis Queeg Bing Crosby – The Country Girl – Frank Elgin James Mason – A Star Is Born – Norman Maine Dan O'Herlihy – Adventures of Robinson Crusoe – Robinson Crusoe                     | [ 33 ] |
| 1955        |               | Ernest Borgnine – Marty Marty Piletti                     | James Cagney – Love Me or Leave Me – Martin Snyder James Dean (nominalizare postumă) – East of Eden – Cal Trask Frank Sinatra – The Man with the Golden Arm – Frankie Machine Spencer Tracy – Bad Day at Black Rock – John J. Macreedy | [ 34 ] |
| 1956        |               | Yul Brynner – The King and I regele Mongkut al Siam       | James Dean (nominalizare postumă) – Giant – Jett Rink Kirk Douglas – Lust for Life – Vincent van Gogh Rock Hudson – Giant – Jordan "Bick" Benedict Jr. Laurence Olivier – Richard III – regele Richard al III-lea                      | [ 35 ] |
| 1957        |               | Alec Guinness – Podul de pe râul Kwai colonelul Nicholson | Marlon Brando – Sayonara – Lloyd 'Ace' Gruver Anthony Franciosa – A Hatful of Rain – Polo Pope Charles Laughton – Witness for the Prosecution – Sir Wilfrid Robarts Anthony Quinn – Wild Is the Wind – Gino                            | [ 36 ] |
| 1958        |               | David Niven – Separate Tables Angus Pollock               | Tony Curtis – The Defiant Ones – John 'Joker' Jackson Paul Newman – Cat on a Hot Tin Roof – Brick Pollitt Sidney Poitier – The Defiant Ones – Noah Cullen Spencer Tracy – The Old Man and the Sea – Bătrânul                           | [ 37 ] |
| 1959        |               | Charlton Heston – Ben-Hur Judah Ben-Hur                   | Laurence Harvey – Room at the Top – Joe Lampton Jack Lemmon – Some Like It Hot – Jerry Paul Muni – The Last Angry Man – dr. Sam Abelman James Stewart – Anatomia unei crime – Paul Biegler                                             | [ 38 ] |

### Anii 1960
| Pentru anul | Portret actor | Câștigător                                                             | Nominalizați | Ref.   |
| ----------- | ------------- | ---------------------------------------------------------------------- | --- | ------ |
| 1960        |               | Burt Lancaster – Elmer Gantry                                          | Trevor Howard – Sons and Lovers – Walter Morel Jack Lemmon – The Apartment – C. C. 'Bud' Baxter Laurence Olivier – The Entertainer – Archie Rice Spencer Tracy – Inherit the Wind – Henry Drummond                                    | [ 39 ] |
| 1961        |               | Maximilian Schell – Judgment at Nuremberg Hans Rolfe                   | Charles Boyer – Fanny – Cesar Paul Newman – The Hustler – Eddie Felson Spencer Tracy – Judgment at Nuremberg – Dan Haywood Stuart Whitman – The Mark – Jim Fuller                                                                     | [ 40 ] |
| 1962        |               | Gregory Peck – To Kill a Mockingbird Atticus Finch                     | Burt Lancaster – Birdman of Alcatraz – Robert Stroud Jack Lemmon – Days of Wine and Roses – Joe Clay Marcello Mastroianni – Divorce, Italian Style – Ferdinando Cefalù Peter O'Toole – Lawrence of Arabia – T. E. Lawrence            | [ 41 ] |
| 1963        |               | Sidney Poitier – Crinii câmpului Homer Smith                           | Albert Finney – Tom Jones – Tom Jones Richard Harris – This Sporting Life – Frank Machin Rex Harrison – Cleopatra – Iulius Caesar Paul Newman – Hud – Hud Bannon                                                                      | [ 42 ] |
| 1964        |               | Rex Harrison – My Fair Lady profesorul Henry Higgins                   | Richard Burton – Becket – Thomas Becket Peter O'Toole – Becket – regele Henric al II-lea Anthony Quinn – Zorba the Greek – Alexis Zorba Peter Sellers – Dr. Strangelove – Lionel Mandrake/președintele Merkin Muffley/dr. Strangelove | [ 43 ] |
| 1965        |               | Lee Marvin – Cat Ballou Kid Shelleen Tim Strawn                        | Richard Burton – The Spy Who Came in from the Cold – Alec Leamas Laurence Olivier – Othello – Othello Rod Steiger – The Pawnbroker – Sol Nazerman Oskar Werner – Ship of Fools – Willie Schumann                                      | [ 44 ] |
| 1966        |               | Paul Scofield – Un om pentru eternitate Sir Thomas More                | Alan Arkin – The Russians Are Coming, the Russians Are Coming – Lt. Rozanov Richard Burton – Who's Afraid of Virginia Woolf? – George Michael Caine – Alfie – Alfie Elkins Steve McQueen – The Sand Pebbles – Jake Holman             | [ 45 ] |
| 1967        |               | Rod Steiger – In the Heat of the Night Bill Gillespie                  | Warren Beatty – Bonnie and Clyde – Clyde Barrow Dustin Hoffman – The Graduate – Benjamin Braddock Paul Newman – Cool Hand Luke – Luke Jackson Spencer Tracy (nominalizare postumă) – Guess Who's Coming to Dinner – Matt Drayton      | [ 46 ] |
| 1968        |               | Cliff Robertson – Charly Charly Gordon                                 | Alan Arkin – The Heart Is a Lonely Hunter – John Singer Alan Bates – The Fixer – Yakov Bok Ron Moody – Oliver! – Fagin Peter O'Toole – The Lion in Winter – regele Henric al II-lea                                                   | [ 47 ] |
| 1969        |               | John Wayne – O sută de dolari pentru șerif (True Grit) Rooster Cogburn | Richard Burton – Anne of the Thousand Days – regele Henric al VIII-lea Dustin Hoffman – Midnight Cowboy – Enrico Salvatore 'Ratso' Rizzo Peter O'Toole – Goodbye, Mr. Chips – Arthur Chipping Jon Voight – Midnight Cowboy – Joe Buck | [ 48 ] |

### Anii 1970
| Pentru anul | Portret actor | Câștigător                                                               | Nominalizați | Ref.   |
| ----------- | ------------- | ------------------------------------------------------------------------ | --- | ------ |
| 1970        |               | George C. Scott (refuzat) – Patton George S. Patton                      | Melvyn Douglas – I Never Sang for My Father – Tom Garrison James Earl Jones – The Great White Hope – Jack Jefferson Jack Jefferson – Five Easy Pieces – Robert Eroica Dupea Ryan O'Neal – Love Story – Oliver Barrett IV | [ 49 ] |
| 1971        |               | Gene Hackman – Filiera Jimmy "Popeye" Doyle                              | Peter Finch – Sunday Bloody Sunday – dr. Daniel Hirsh Walter Matthau – Kotch – Walter Matthau George C. Scott – The Hospital – dr. Herbert Bock Chaim Topol – Fiddler on the Roof – Tevye                                | [ 50 ] |
| 1972        |               | Marlon Brando (refuzat) – Nașul Vito Corleone                            | Michael Caine – Sleuth – Milo Tindle Laurence Olivier – Sleuth – Andrew Wyke Peter O'Toole – The Ruling Class – Jack Gurney, conte de Gurney Paul Winfield – Sounder – Nathan Lee Morgan                                 | [ 51 ] |
| 1973        |               | Jack Lemmon – Salvați tigrul Harry Stoner                                | Marlon Brando – Last Tango in Paris – Paul Jack Nicholson – The Last Detail – Billy Buddusky Al Pacino – Serpico – Frank Serpico Robert Redford – The Sting – Johnny Hooker                                              | [ 52 ] |
| 1974        |               | Art Carney – Harry and Tonto Harry Coombes                               | Albert Finney – Murder on the Orient Express – Hercule Poirot Dustin Hoffman – Lenny – Lenny Bruce Jack Nicholson – Chinatown – Jake 'J.J.' Gittes Al Pacino – The Godfather Part II – Michael Corleone                  | [ 53 ] |
| 1975        |               | Jack Nicholson – Zbor deasupra unui cuib de cuci Randle Patrick McMurphy | Walter Matthau – The Sunshine Boys – Willy Clark Al Pacino – Dog Day Afternoon – Sonny Wortzik Maximilian Schell – The Man in the Glass Booth – Arthur Goldman James Whitmore – Give 'em Hell, Harry! – Harry S. Truman  | [ 54 ] |
| 1976        |               | Peter Finch (câștigat postum) – Rețeaua Howard Beale                     | Robert De Niro – Taxi Driver – Travis Bickle Giancarlo Giannini – Seven Beauties – Pasqualino Frafuso William Holden – Network – Max Schumacher Sylvester Stallone – Rocky – Rocky Balboa                                | [ 55 ] |
| 1977        |               | Richard Dreyfuss – Adio, dar rămân cu tine Elliot Garfield               | Woody Allen – Annie Hall – Alvy Singer Richard Burton – Equus – Martin Dysart Marcello Mastroianni – A Special Day – Gabriele John Travolta – Saturday Night Fever – Tony Manero                                         | [ 56 ] |
| 1978        |               | Jon Voight – Întoarcerea acasă Joe Pendleton                             | Warren Beatty – Heaven Can Wait – Alvy Singer Gary Busey – The Buddy Holly Story – Buddy Holly Robert De Niro – The Deer Hunter – Michael Vronsky Laurence Olivier – The Boys from Brazil – Ezra Lieberman               | [ 57 ] |
| 1979        |               | Dustin Hoffman – Kramer vs. Kramer Ted Kramer                            | Jack Lemmon – The China Syndrome – Jack Godell Al Pacino – ...And Justice for All – Arthur Kirkland Roy Scheider – All That Jazz – Joe Gideon Peter Sellers – Being There – Chance                                       | [ 58 ] |

### Anii 1980
| Pentru anul | Portret actor | Câștigător                                          | Nominalizați | Ref.   |
| ----------- | ------------- | --------------------------------------------------- | --- | ------ |
| 1980        |               | Robert De Niro – Taurul furios Jake LaMotta         | Robert Duvall – The Great Santini – Wilbur "Bull" Meechum John Hurt – Omul elefant – John Merrick Jack Lemmon – Tribute – Scottie Templeton Peter O'Toole – The Stunt Man – Eli Cross                                  | [ 59 ] |
| 1981        |               | Henry Fonda – Pe lacul auriu Norman Thayer, Jr.     | Warren Beatty – Reds – John Reed Burt Lancaster – Atlantic City – Lou Pascal Dudley Moore – Arthur – Arthur Bach Paul Newman – Absence of Malice – Michael Colin Gallagher                                             | [ 60 ] |
| 1982        |               | Ben Kingsley – Gandhi Mahatma Gandhi                | Dustin Hoffman – Tootsie – Michael Dorsey / Dorothy Michaels Jack Lemmon – Missing – Ed Horman Paul Newman – The Verdict – Frank Galvin Peter O'Toole – My Favorite Year – Alan Swann                                  | [ 61 ] |
| 1983        |               | Robert Duvall – Tender Mercies Mac Sledge           | Michael Caine – Educating Rita – dr. Frank Bryant Tom Conti – Reuben, Reuben – Gowan McGland Tom Courtenay – The Dresser – Norman Albert Finney – The Dresser – Sir                                                    | [ 62 ] |
| 1984        |               | F. Murray Abraham – Amadeus Antonio Salieri         | Jeff Bridges – Starman – Starman Albert Finney – Under the Volcano – Geoffrey Firmin Tom Hulce – Amadeus – Wolfgang Amadeus Mozart Sam Waterston – The Killing Fields – Sydney Schanberg                               | [ 63 ] |
| 1985        |               | William Hurt – Kiss of the Spider Woman Luis Molina | Harrison Ford – Witness – John Book James Garner – Murphy's Romance – Murphy Jones Jack Nicholson – Prizzi's Honor – Charley Partanna Jon Voight – Runaway Train – Oscar 'Manny' Manheim                               | [ 64 ] |
| 1986        |               | Paul Newman – Culoarea banilor Fast Eddie Felson    | Dexter Gordon – Round Midnight – Dale Turner Bob Hoskins – Mona Lisa – George William Hurt – Children of a Lesser God – James Leeds James Woods – Salvador – Richard Boyle                                             | [ 65 ] |
| 1987        |               | Michael Douglas – Wall Street Gordon Gekko          | William Hurt – Broadcast News – Tom Grunick Marcello Mastroianni – Dark Eyes – Romano Jack Nicholson – Ironweed – Francis Phelan Robin Williams – Good Morning, Vietnam – Adrian Cronauer                              | [ 66 ] |
| 1988        |               | Dustin Hoffman – Omul ploii Raymond Babbitt         | Gene Hackman – Mississippi Burning – Rupert Anderson Tom Hanks – Big – Josh Baskin Edward James Olmos – Stand and Deliver – Jaime Escalante Max von Sydow – Pelle Cuceritorul – Lassefar                               | [ 67 ] |
| 1989        |               | Daniel Day-Lewis – Piciorul meu stâng Christy Brown | Kenneth Branagh – Henry V – regele Henric al V-lea Tom Cruise – Born on the Fourth of July – Ron Kovic Morgan Freeman – Șoferul Doamnei Daisy – Hoke Colburn Robin Williams – Cercul poeților dispăruți – John Keating | [ 68 ] |

### Anii 1990
| Pentru anul | Portret actor | Câștigător                                                 | Nominalizați | Ref.   |
| ----------- | ------------- | ---------------------------------------------------------- | --- | ------ |
| 1990        |               | Jeremy Irons – Misterul familiei von Bulow Claus von Bülow | Kevin Costner – Dansând cu lupii – John J. Dunbar Robert De Niro – Revenire la viață – Leonard Lowe Gérard Depardieu – Cyrano de Bergerac – Cyrano de Bergerac Richard Harris – Câmpul dragostei – 'Bull' McCabe                                            | [ 69 ] |
| 1991        |               | Anthony Hopkins – Tăcerea mieilor dr. Hannibal Lecter      | Warren Beatty – Bugsy – Bugsy Siegel Robert De Niro – Promontoriul groazei – Max Cady Nick Nolte – Prințul mareelor – Tom Wingo Robin Williams – Regele pescar – Parry                                                                                      | [ 70 ] |
| 1992        |               | Al Pacino – Parfum de femeie Frank Slade                   | Robert Downey, Jr. – Chaplin – Charlie Chaplin Clint Eastwood – Necruțătorul – William Munny Stephen Rea – The Crying Game – Fergus Denzel Washington – Malcolm X – Malcolm X                                                                               | [ 71 ] |
| 1993        |               | Tom Hanks – Philadelphia Andrew Beckett                    | Daniel Day-Lewis – În numele tatălui – Gerry Conlon Laurence Fishburne – Eu, Tina Turner – Ike Turner Anthony Hopkins – Rămășițele zilei – James Stevens Liam Neeson – Lista lui Schindler – Oskar Schindler                                                | [ 72 ] |
| 1994        |               | Tom Hanks – Forrest Gump                                   | Morgan Freeman – Închisoarea îngerilor – Ellis Boyd "Red" Redding Nigel Hawthorne – Nebunia regelui George – regele George al III-lea Paul Newman – Prostul nimănui – Donald "Sully" Sullivan John Travolta – Pulp Fiction – Vincent Vega                   | [ 73 ] |
| 1995        |               | Nicolas Cage – Părăsind Las Vegas-ul Ben Sanderson         | Richard Dreyfuss – Viață pentru muzică – Glenn Holland Anthony Hopkins – Nixon – Richard Nixon Sean Penn – Dead Man Walking – Matthew Poncelet Massimo Troisi (nominalizare postumă) – Poștașul – Mario Ruoppolo                                            | [ 74 ] |
| 1996        |               | Geoffrey Rush – Strălucire David Helfgott                  | Tom Cruise – Jerry Maguire – Jerry Maguire Ralph Fiennes – Pacientul englez – contele László de Almásy Woody Harrelson – Scandalul Larry Flynt – Larry Flynt Billy Bob Thornton – Tăișul – Karl Childers                                                    | [ 75 ] |
| 1997        |               | Jack Nicholson – Mai bine nu se poate Melvin Udall         | Matt Damon – Good Will Hunting – Will Hunting Robert Duvall – Apostolul – Euliss 'Sonny' Dewey — The Apostle E.F. Peter Fonda – Aurul lui Ulee – Ulysses 'Ulee' Jackson Dustin Hoffman – Înscenarea – Stanley Motss                                         | [ 76 ] |
| 1998        |               | Roberto Benigni – Viața e frumoasă Guido Orefice           | Tom Hanks – Salvați soldatul Ryan – căpitanul John Miller Ian McKellen – Zei și monștri – James Whale Nick Nolte – Trauma – Wade Whitehouse Edward Norton – Povestea X a Americii – Derek Vinyard                                                           | [ 77 ] |
| 1999        |               | Kevin Spacey – Frumusețe americană Lester Burnham          | Russell Crowe – Scandal în industria tutunului – Jeffrey Wigand Richard Farnsworth – Povestea lui Alvin Straight – Alvin Straight Sean Penn – Acorduri și dezacorduri – Emmet Ray Denzel Washington – Carter, zis „Uraganul” – Rubin "The Hurricane" Carter | [ 78 ] |

### Anii 2000
| Pentru anul | Portret actor | Câștigător                                                    | Nominalizați | Ref.   |
| ----------- | ------------- | ------------------------------------------------------------- | --- | ------ |
| 2000        |               | Russell Crowe – Gladiatorul Maximus Decimus Meridius          | Javier Bardem – Before Night Falls – Reinaldo Arenas Tom Hanks – Naufragiatul – Chuck Noland Ed Harris – Pollock – Jackson Pollock Geoffrey Rush – Quills – marchizul de Sade                                                                         | [ 79 ] |
| 2001        |               | Denzel Washington – Zi de instrucție detectivul Alonzo Harris | Russell Crowe – O minte sclipitoare – John Nash Sean Penn – Eu sunt Sam – Sam Dawson Will Smith – Ali – Muhammad Ali Tom Wilkinson – In the Bedroom – dr. Matt Fowler                                                                                 | [ 80 ] |
| 2002        |               | Adrien Brody – Pianistul Władysław Szpilman                   | Nicolas Cage – Adaptation. – Charlie Kaufman Donald Kaufman Michael Caine – The Quiet American – Thomas Fowler Daniel Day-Lewis – Bandele din New York – William "Bill the Butcher" Cutting Jack Nicholson – Totul despre Schmidt – Warren R. Schmidt | [ 81 ] |
| 2003        |               | Sean Penn – Misterele fluviului Jimmy Markum                  | Johnny Depp – Pirații din Caraibe: Blestemul Perlei Negre – căpitanul Jack Sparrow Ben Kingsley – Casa de nisip și ceață – Massoud Amir Behrani Jude Law – Muntele Rece – Inman Bill Murray – Rătăciți printre cuvinte – Bob Harris                   | [ 82 ] |
| 2004        |               | Jamie Foxx – Ray Ray Charles                                  | Don Cheadle – Hotel Rwanda – Paul Rusesabagina Johnny Depp – În căutarea Tărâmului de Nicăieri – Sir J.M. Barrie Leonardo DiCaprio – Aviatorul – Howard Hughes Clint Eastwood – O fată de milioane – Frankie Dunn                                     | [ 83 ] |
| 2005        |               | Philip Seymour Hoffman – Capote Truman Capote                 | Terrence Howard – Hustle & Flow – Djay Heath Ledger – Brokeback Mountain – Ennis Del Mar Joaquin Phoenix – Povestea lui Johnny Cash – Johnny Cash David Strathairn – Noapte bună și noroc! – Edward R. Murrow                                         | [ 84 ] |
| 2006        |               | Forest Whitaker – Ultimul rege al Scoției Idi Amin            | Leonardo DiCaprio – Diamantul sângeriu – Danny Archer Ryan Gosling – Half Nelson – Dan Dunne Peter O'Toole – Venus – Maurice Will Smith – The Pursuit of Happyness – Chris Gardner                                                                    | [ 85 ] |
| 2007        |               | Daniel Day-Lewis – Va curge sânge Daniel Plainview            | George Clooney – Michael Clayton – Michael Clayton Johnny Depp – Sweeney Todd: The Demon Barber of Fleet Street – Sweeney Todd Tommy Lee Jones – In the Valley of Elah – Hank Deerfield Viggo Mortensen – Eastern Promises – Nikolai Luzhin           | [ 86 ] |
| 2008        |               | Sean Penn – Prețul curajului Harvey Milk                      | Richard Jenkins – The Visitor – Walter Vale Frank Langella – Frost/Nixon – Richard Nixon Brad Pitt – Strania poveste a lui Benjamin Button – Benjamin Button Mickey Rourke – The Wrestler – Randy "The Ram" Robinson                                  | [ 87 ] |
| 2009        |               | Jeff Bridges – Inimă nebună Otis 'Bad' Blake                  | George Clooney – Up in the Air – Ryan Bingham Colin Firth – A Single Man – George Falconer Morgan Freeman – Invictus – Nelson Mandela Jeremy Renner – Misiuni periculoase – William James                                                             | [ 88 ] |

### Anii 2010
| Pentru anul | Portret actor | Câștigător                                                          | Nominalizați | Ref.   |
| ----------- | ------------- | ------------------------------------------------------------------- | --- | ------ |
| 2010        |               | Colin Firth – Discursul regelui regele George al VI-lea             | Javier Bardem – Biutiful – Uxbal Jeff Bridges – True Grit – Rooster Cogburn Jesse Eisenberg – Rețeaua de socializare – Mark Zuckerberg James Franco – 127 Hours – Aron Ralston                                                                 | [ 89 ] |
| 2011        |               | Jean Dujardin – Artistul George Valentin                            | Demián Bichir – A Better Life – Carlos Galindo George Clooney – Descendenții – Matt King Gary Oldman – Tinker Tailor Soldier Spy – George Smiley Brad Pitt – Moneyball – Billy Beane                                                           | [ 90 ] |
| 2012        |               | Daniel Day-Lewis – Lincoln Abraham Lincoln                          | Bradley Cooper – Silver Linings Playbook – Pat Solitano Hugh Jackman – Les Misérables – Jean Valjean Joaquin Phoenix – The Master – Freddie Quell Denzel Washington – Flight – căpitanul William 'Whip' Whitaker                               | [ 91 ] |
| 2013        |               | Matthew McConaughey – Dallas Buyers Club Ron Woodroof               | Christian Bale – Țeapă în stil american – Irving Rosenfeld Bruce Dern – Nebraska – Woodrow "Woody" T. Grant Leonardo DiCaprio – Lupul de pe Wall Street – Jordan Belfort Chiwetel Ejiofor – 12 ani de sclavie – Solomon Northup                | [ 92 ] |
| 2014        |               | Eddie Redmayne – Teoria întregului Stephen Hawking                  | Steve Carell – Foxcatcher – John Eleuthère du Pont Bradley Cooper – Lunetistul american – Chris Kyle Benedict Cumberbatch – The Imitation Game – Alan Turing Michael Keaton – Omul Pasăre sau Virtutea nesperată a ignoranței – Riggan Thomson | [ 93 ] |
| 2015        |               | Leonardo DiCaprio – The Revenant: Legenda lui Hugh Glass Hugh Glass | Bryan Cranston – Trumbo – Dalton Trumbo Matt Damon – Marțianul – Mark Watney Michael Fassbender – Steve Jobs – Steve Jobs Eddie Redmayne – Daneza – Lili Elbe/Einar Wegener                                                                    | [ 94 ] |
| 2016        |               | Casey Affleck – Manchester by the Sea Lee Chandler                  | Andrew Garfield – Fără armă în linia întâi – Desmond T. Doss Ryan Gosling – La La Land – Sebastian Wilder Viggo Mortensen – Captain Fantastic – Ben Cash Denzel Washington – Fences – Troy Maxson                                              | [ 95 ] |
| 2017        |               | Gary Oldman – Darkest Hour. Ziua decisivă Winston Churchill         | Timothée Chalamet – Strigă-mă pe numele tău – Elio Perlman Daniel Day-Lewis – Firul fantomă – Reynolds Woodcock Daniel Kaluuya – Fugi! – Chris Washington Denzel Washington – Roman J. Israel, Esq. – Roman J. Israel                          | [ 96 ] |
| 2018        |               | Rami Malek – Bohemian Rhapsody Freddie Mercury                      | Christian Bale – Vice – Dick Cheney Bradley Cooper – S-a născut o stea – Jackson "Jack" Maine Willem Dafoe – La poarta eternității – Vincent van Gogh Viggo Mortensen – Green Book: O prietenie pe viață – Frank "Tony Lip" Vallelonga         | [ 97 ] |
| 2019        |               | Joaquin Phoenix – Joker Arthur Fleck / Joker                        | Antonio Banderas – Durere și glorie – Salvador Mallo Leonardo DiCaprio – A fost odată la... Hollywood – Rick Dalton Adam Driver – Marriage Story – Charlie Barber Jonathan Pryce – Cei doi papi – Cardinalul Jorge Mario Bergoglio             | [ 98 ] |

### Anii 2020
| Pentru anul | Portret actor | Câștigător                                         | Nominalizați | Ref.    |
| ----------- | ------------- | -------------------------------------------------- | --- | ------- |
| 2020/21     |               | Anthony Hopkins – The Father Anthony               | Riz Ahmed – Sound of Metal – Ruben Stone Chadwick Boseman (postum) – Ma Rainey's Black Bottom – Levee Green Gary Oldman – Mank – Herman J. Mankiewicz Steven Yeun – Minari – Jacob Yi                                                      | [ 99 ]  |
| 2021        |               | Will Smith – King Richard Richard Williams         | Javier Bardem – Being the Ricardos – Desi Arnaz Benedict Cumberbatch – The Power of the Dog – Phil Burbank Andrew Garfield – Tick, Tick... Boom! – Jonathan Larson Denzel Washington – The Tragedy of Macbeth – Lord Macbeth               | [ 100 ] |
| 2022        |               | Brendan Fraser – The Whale Charlie                 | Austin Butler – Elvis – Elvis Presley Colin Farrell – Spiritele din Inisherin – Pádraic Súilleabháin Paul Mescal – Aftersun – Calum Paterson Bill Nighy – Living – Rodney Williams                                                         | [ 101 ] |
| 2023        |               | Cillian Murphy – Oppenheimer J. Robert Oppenheimer | Bradley Cooper – Maestro – Leonard Bernstein Colman Domingo – Rustin – Bayard Rustin Paul Giamatti – The Holdovers – Paul Hunham Jeffrey Wright – American Fiction – Thelonious "Monk" Ellison                                             | [ 102 ] |
| 2024        |               | Adrien Brody – The Brutalist László Tóth           | Timothée Chalamet – A Complete Unknown – Bob Dylan Colman Domingo – Sing Sing – John "Divine G" Whitfield Ralph Fiennes – Conclav – cardinalul Thomas Lawrence Sebastian Stan – The Apprentice: Povestea originii lui Trump – Donald Trump | [ 103 ] |

## Multiple premii și nominalizări
| Nr. premii | Actor            | Nominalizări |
| ---------- | ---------------- | ------------ |
| 3          | Daniel Day-Lewis | 6            |
| 2          | Spencer Tracy    | 9            |
| 2          | Jack Nicholson   | 8            |
| 2          | Marlon Brando    | 7            |
| 2          | Dustin Hoffman   | 7            |
| 2          | Gary Cooper      | 5            |
| 2          | Tom Hanks        | 5            |
| 2          | Fredric March    | 5            |
| 2          | Sean Penn        | 5            |
| 2          | Anthony Hopkins  | 4            |
| 2          | Adrien Brody     | 2            |

| Nominalizări | Actor             |
| ------------ | ----------------- |
| 9            | Laurence Olivier  |
| 9            | Spencer Tracy     |
| 8            | Paul Newman       |
| 8            | Jack Nicholson    |
| 8            | Peter O'Toole     |
| 7            | Marlon Brando     |
| 7            | Dustin Hoffman    |
| 7            | Jack Lemmon       |
| 7            | Denzel Washington |
| 6            | Richard Burton    |
| 6            | Daniel Day-Lewis  |
| 5            | Gary Cooper       |
| 5            | Robert De Niro    |
| 5            | Leonardo DiCaprio |
| 5            | Tom Hanks         |
| 5            | Fredric March     |
| 5            | Paul Muni         |
| 5            | Al Pacino         |
| 5            | Gregory Peck      |
| 5            | Sean Penn         |
| 5            | James Stewart     |
| 4            | Warren Beatty     |
| 4            | Charles Boyer     |
| 4            | Michael Caine     |
| 4            | Bradley Cooper    |
| 4            | Albert Finney     |
| 4            | Anthony Hopkins   |
| 4            | Burt Lancaster    |

## Recorduri
| Record                        | Actor              | Film               | Vârsta (în ani) | Ref.    |
| ----------------------------- | ------------------ | ------------------ | --------------- | ------- |
| Cel mai în vârstă câștigător  | Henry Fonda        | Pe lacul auriu     | 76              | [ 104 ] |
| Cel mai în vârstă nominalizat | Richard Farnsworth | The Straight Story | 79              | [ 104 ] |
| Cel mai tânăr câștigător      | Adrien Brody       | Pianistul          | 29              | [ 104 ] |
| Cel mai tânăr nominalizat     | Jackie Cooper      | Skippy             | 9               | [ 104 ] |

## Legături externe
- Site oficial
- Oscar.com
- The Academy Awards Database